# Oxymycterus hiska
Oxymycterus hiska је врста глодара из породице хрчкова (лат. Cricetidae). 

## Распрострањење
Врста је присутна у Боливији и Перуу.

## Станиште
Врста Oxymycterus hiska има станиште на копну.

## Угроженост
Ова врста није угрожена, и наведена је као последња брига јер има широко распрострањење.

### Популациони тренд
Популација ове врсте је стабилна, судећи по доступним подацима.